# Prangos aucheri
Prangos aucheri är en flockblommig växtart som beskrevs av Pierre Edmond Boissier. Prangos aucheri ingår i släktet Prangos och familjen flockblommiga växter. Inga underarter finns listade i Catalogue of Life.